# سكنة التركية
سَكَنَة التُّركيَّة هي جارية من أصول تركيَّة، عاشت في العصر العبَّاسي خلال القرن التاسع الميلادي. عُرِفت سكنة بتعدد مواهبها كشاعرة وأديبة ومغنية، وأصبحت من جواري الخليفة المعتصم بالله (حكم 218 – 227هـ / 833 – 842م) وحظاياه لفترة طويلة.

## سيرتها
تنحدر سكنة من أصول تركية، من إحدى مدن بلاد ما وراء النهر، ووصلت إلى بغداد وهي صغيرة السن. امتُلكت في بداية أمرها للشاعر محمود بن الحسن الوراق، الذي أهداها بدوره إلى الخليفة المعتصم بالله سعيًا لنيل الحظوة لديه. برزت سكنة في بلاط الخلافة بمواهبها الفنية المتعددة، ف كانت شاعرة وأديبة، ومغنية وعازفة ذات معرفة بالآلات الموسيقية. نالت مكانة رفيعة لدى المعتصم وأصبحت من محظياته لفترة طويلة. لم تذكر المصادر التاريخية شيئًا عن مصيرها بعد وفاة الخليفة المعتصم سنة 227هـ / 842م.

### فهرس المنشورات
1. 1 2  حسن (2013)، ص. 95.

### معلومات المنشورات كاملة
الكتب مرتبة حسب تاريخ النشر
- سولاف فيض الله حسن (2013). دور الجواري والقهرمانات في دار الخلافة العباسية (ط. 1). دمشق: صفحات للدراسات والنشر والتوزيع. ISBN:978-9933-495-13-8. OCLC:6914266520. OL:43175027M. QID:Q125689500.